# Phonophilus portentosus
Phonophilus portentosus là một loài nhện trong họ Lycosidae. Chúng được Christian Gottfried Ehrenberg miêu tả năm 1831, thường xuất hiện ở Libya.